# Châtillon-sur-Loire
Châtillon-sur-Loire település Franciaországban, Loiret megyében. Lakosainak száma 3152 fő (2022. január 1.). Châtillon-sur-Loire Santranges, Beaulieu-sur-Loire, Bonny-sur-Loire, Briare, Cernoy-en-Berry, Ousson-sur-Loire, Pierrefitte-ès-Bois és Saint-Firmin-sur-Loire községekkel határos.

## Népesség
A település népességének változása:
| Lakosok száma | 2301 | 2491 | 2822 | 3032 | 3145 | 3143 | 3144 | 3108 | 3122 | 3152 |
|               | 1968 | 1982 | 1990 | 2006 | 2013 | 2015 | 2017 | 2019 | 2020 | 2022 |